# アルトゥル・スタニスワフ・ポトツキ
アルトゥル・スタニスワフ・ポトツキ（Artur Stanisław Potocki, 1787年5月27日 - 1832年1月30日）は、ポーランドの貴族、軍人。伯爵。小説家ヤン・ポトツキの次男。

## 生涯
ヤン・ポトツキとその妻でスタニスワフ・ルボミルスキ公爵の娘であるユリア・ルボミルスカ公女（Julia Potocka）の間の次男として生まれた。母が若くして死んだため、兄のアルフレトとともに母方の祖母イザベラ・ルボミルスカ公爵夫人（Izabela Lubomirska）の手許で養育された。
1807年にワルシャワ大公国の陸軍大佐（連隊長）となり、1812年ロシア戦役には自らの私費で一個連隊を用意して参加した。また幼馴染みのユゼフ・ポニャトフスキ公の副官を務めた。ナポレオンの皇帝退位後はポーランド会議王国の軍隊に所属し、百日天下でも大同盟軍の下で戦った。その後、ロシア皇帝アレクサンドル1世の副官となり、ロシア軍近衛猟騎兵連隊所属の中尉となった。
ポトツキはクラクフに居を定め、同市にポド・バラナミ宮殿（牡羊座宮殿、Pałac pod Baranami）を建てて住んだ。クラクフの歴史的建造物の保存・管理に熱心だったほか、慈善施設や病院の建設を積極的に援助した。1825年からはクラクフ自由市の国会議員、貴族院議員を務めた。またマルタ騎士団の騎士にも叙任されていた。
1816年にフランチシェク・クサヴェリ・ブラニツキ伯爵の娘ゾフィア・ブラニツカ（1790年 - 1879年）と結婚し、間に3男1女の4人の子女をもうけた。末息子のアダム・ユゼフ・ポトツキ（1822年 - 1872年）は政治家として活動した。1832年に死去すると、クラクフのヴァヴェル大聖堂にあるポトツキ家（Potocki family）霊廟に葬られた。